# Partito della Rifondazione Comunista
Die Partei der Kommunistischen Wiedergründung (italienisch Partito della Rifondazione Comunista, PRC) ist eine italienische kommunistische Partei.
Sie entstand 1991 aus einer Spaltung der Partito Comunista Italiano (PCI). Während der sozialdemokratische Flügel die Partei der Linksdemokraten (PDS) begründete, die später in die Partito Democratico (PD) überging, formierte sich der kommunistische Flügel in die PRC. Als die Mehrheit der PRC 1998 die Mitte-links-Regierung verließ, spaltete sich abermals ein kleinerer Teil ab und bildete die Partito dei Comunisti Italiani (PdCI). Vorsitzender der PRC war von 1994 bis 2006 Fausto Bertinotti. Nach Bertinottis Wahl zum Präsidenten der italienischen Abgeordnetenkammer trat Franco Giordano im Mai 2006 seine Nachfolge an und blieb bis März 2008 im Amt, als er nach der Wahlniederlage der PRC bei den Parlamentswahlen (siehe unten) zurücktrat.
Die PRC ist Mitglied bei der Partei der Europäischen Linken.

## Geschichte

### Gründung der PRC

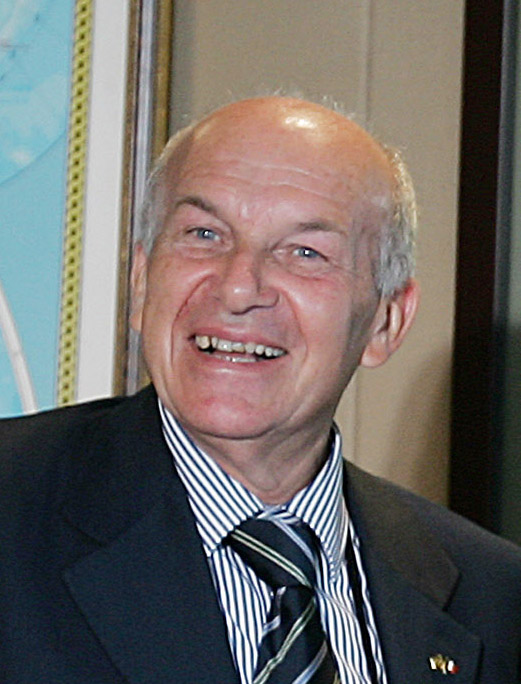
Fausto Bertinotti, Parteivorsitzender bis 2006

In Reaktion auf den Zusammenbruch der sozialistischen Staaten Europas leitete die PCI 1990 die Diskussion über die Umwandlung in eine sozialdemokratisch orientierte Reformpartei mit neuem Namen und Programm ein. Dagegen formierte sich aus Strömungen, die diese Neuorientierung ablehnten, die Movimento per la rifondazione comunista (Bewegung für die kommunistische Neugründung). Die Opposition gegen die Sozialdemokratisierung ging in der PCI von mehreren Minderheitsströmungen aus: Auf der einen Seite standen die „Traditionalisten“ um Armando Cossutta, die eng mit der Sowjetunion verbunden waren und die PCI in ihrer alten Form erhalten wollten. Ihnen standen andererseits Gruppierungen gegenüber, die durch die politische Kultur der undogmatischen „Neuen Linken“ geprägt waren, zum „realen Sozialismus“ immer ein kritisches Verhältnis eingenommen hatten und die Notwendigkeit einer grundlegend erneuerten kommunistischen Programmatik betonten. An dem Diskussionsprozess beteiligte sich auch die kleine alternativ-linksradikale Partei Democrazia Proletaria (DP), die in sich marxistische, ökologische und feministische Positionen verband.
Auf die endgültige Umwandlung der PCI in die Partei der Democratici di Sinistra (PDS) reagierte die parteiinterne Opposition mit der Gründung der PRC. Diese konnte einen überraschend starken Zustrom von beinahe 100.000 Mitgliedern verzeichnen. Die DP schloss sich der PRC an. Vorsitzender der PRC wurde nun Armando Cossutta, als Nationaler Sekretär (Segretario Nazionale) stand ihm zunächst der sozialistische Sergio Garavini zur Seite, der Anfang 1994 von Fausto Bertinotti abgelöst wurde. Bertinottis politischer Werdegang hatte in den 1960er Jahren in der kleinen Partito Socialista Italiano di Unità Proletaria (PSIUP) begonnen, mit deren Mehrheit er 1972 zur PCI übertrat. Bertinotti hatte in der KP jedoch keine Parteikarriere gemacht: bis 1990 war er in Leitungspositionen im PCI-nahen Gewerkschaftsbund Confederazione Generale Italiana del Lavoro (CGIL) tätig.
Nach der Auflösung der PCI kam es zu einer Umwälzung des gesamten von Korruption zerfressenen italienischen Parteiensystems, von der zunächst der neue Rechtsblock unter der Führung von Silvio Berlusconi profitierte. Die PDS konnte die Mitgliederstruktur der PCI zunächst aufrechterhalten und blieb zunächst die größte linke Partei Italiens. Die Mehrheitsverhältnisse blieben jedoch instabil.

### Erste Regierungsbeteiligung
1996 gelang dem parteilosen Ex-Christdemokraten Romano Prodi die Formierung des Mitte-links-Bündnisses L’Ulivo (der Olivenbaum), das in der folgenden Wahl eine Regierungsmehrheit erlangen konnte. Dies geschah jedoch nur mit den Stimmen der Abgeordneten der PRC, die bei der Parlamentswahl 8 % aller Stimmen erhalten hatte. Die PRC entschied sich, die Prodi-Regierung zu tolerieren, ohne ihr jedoch beizutreten. Die zunehmend neoliberal ausgerichtete Deregulierungs- und Sparpolitik der Ulivo-Koalition auf Kosten der sozialen Unterschichten stieß ab 1997 in der PRC auf wachsende Ablehnung. Im November 1998 befürwortete die Mehrheit des Nationalen Politischen Komitees der PRC Bertinottis Forderung, die Tolerierung aufzukündigen. Das führte allerdings zum Zerwürfnis mit Cossutta, der unter Hinweis auf eine drohende Rückkehr Berlusconis an die Macht für eine weitere Unterstützung der linken Mitte als kleineres Übel plädierte. In die Minderheit geraten, verließ Cossutta die PRC und gründete die Partei der italienischen Kommunisten. Cossutta hatte zwar nur einen Teil seiner traditionellen Anhänger hinter sich bringen können, jedoch trat die Mehrheit der PRC-Abgeordneten zur PdCI über, die der Ulivo-Regierung beitrat, so dass diese ihre Arbeit fortsetzen konnte.
Die Parlamentswahl im Frühjahr 2001 führte wieder zu einer Rechtsregierung unter Berlusconi. Der PRC gelang mit rund 5 % Wählerstimmen der Wiedereinzug in die Abgeordnetenkammer und den Senat. Inzwischen hatten sich auch in Italien starke Bewegungen gegen Neoliberalismus und Globalisierung gebildet. Im ganzen Land waren „Sozialzentren“ (Centri sociali) entstanden. Die PRC unterstützte engagiert diese Bewegungen, ohne in ihnen die Vorherrschaft zu beanspruchen. Dieses kooperative Verhalten brachte ihr starke Sympathien ein. Die massenhaften Proteste der Globalisierungsgegner gegen den G8-Gipfel in Genua 2001 wurden für die PRC zum Signal des Aufbruchs. Auch in den Gewerkschaften breitete sich eine kämpferische Haltung aus. Einige bekannt gewordene Globalisierungskritiker zogen ins Parlament ein, die Mutter des ums Leben gekommenen Carlo Giuliani, Haidi Giuliani, zog in den italienischen Senat ein.

### Neue Parteilinie
Auf ihrem V. Parteitag im April 2002 vollzog der PRC eine Erneuerung seiner Programmatik und seines Selbstverständnisses. Fortan sah er nicht mehr Repräsentation und Stellvertreterpolitik in staatlichen Institutionen als zentrales Handlungsfeld an, sondern die Teilnahme an und die Einflussnahme auf antikapitalistische und globalisierungskritische Bewegungen und Massenorganisationen sowie die Zusammenführung von Gewerkschafts- und Antiglobalisierungsbewegung.
Bestehen blieb das übergeordnete Ziel einer Überwindung der kapitalistischen Gesellschaft sowie die Einschätzung, dass diese auf einem unvereinbaren Widerspruch zwischen Kapital und Arbeit beruhe. Diese Überwindung sollte jedoch nicht mehr mittels der Eroberung der Staatsmacht durch eine „die Massen“ vertretende Avantgarde herbeigeführt werden, sondern durch ein breites Bündnis pluralistischer Bewegungen für Gesellschaftsalternativen. Entsprechend öffnete sich die Partei auch für nicht-marxistische und als emanzipativ verstandene politische Ausrichtungen wie u. a. Feminismus, Antirassismus und Ökologismus.
60 % der Delegierten des V. Parteitags stimmten für diese neue Linie. 27 % vertraten die eher auf Kontinuität zur PCI der 1950er und 1960er Jahre bedachte und vorwiegend aus ehemaligen Cossutta-Anhängern bestehende „Ernesto-Strömung“ (benannt nach der Theoriezeitschrift l'Ernesto). Diese Strömung konnte ihre stärker die Sichtweisen orthodoxer kommunistischer Parteien zu den Themen Globalisierung und Imperialismus, Arbeiterbewegung, Parteiform und Geschichte des Sozialismus widerspiegelnden Änderungsanträge zu einigen Thesen der Bertinotti-Mehrheit nicht durchsetzen, unterstützte aber Bertinottis Wiederwahl zum Nationalen Sekretär der PRC.
Auf der „realpolitischen“ Ebene zeigte sich allerdings, dass die von der PRC unterstützten Bewegungen in Italien trotz ihrer Breite und Stärke gegen die Politik der Berlusconi-Regierung wenig ausrichten konnten. Trotz der gewaltigen Mobilisierungen der Friedensbewegung konnte die Teilnahme Italiens am Irak-Krieg 2003 nicht verhindert werden. Ebenfalls 2003 scheiterte der Versuch des PRC eine Volksabstimmung über einen Kündigungsschutz für alle lohnabhängig Beschäftigten anzusetzen.

### Zweite Regierungsbeteiligung

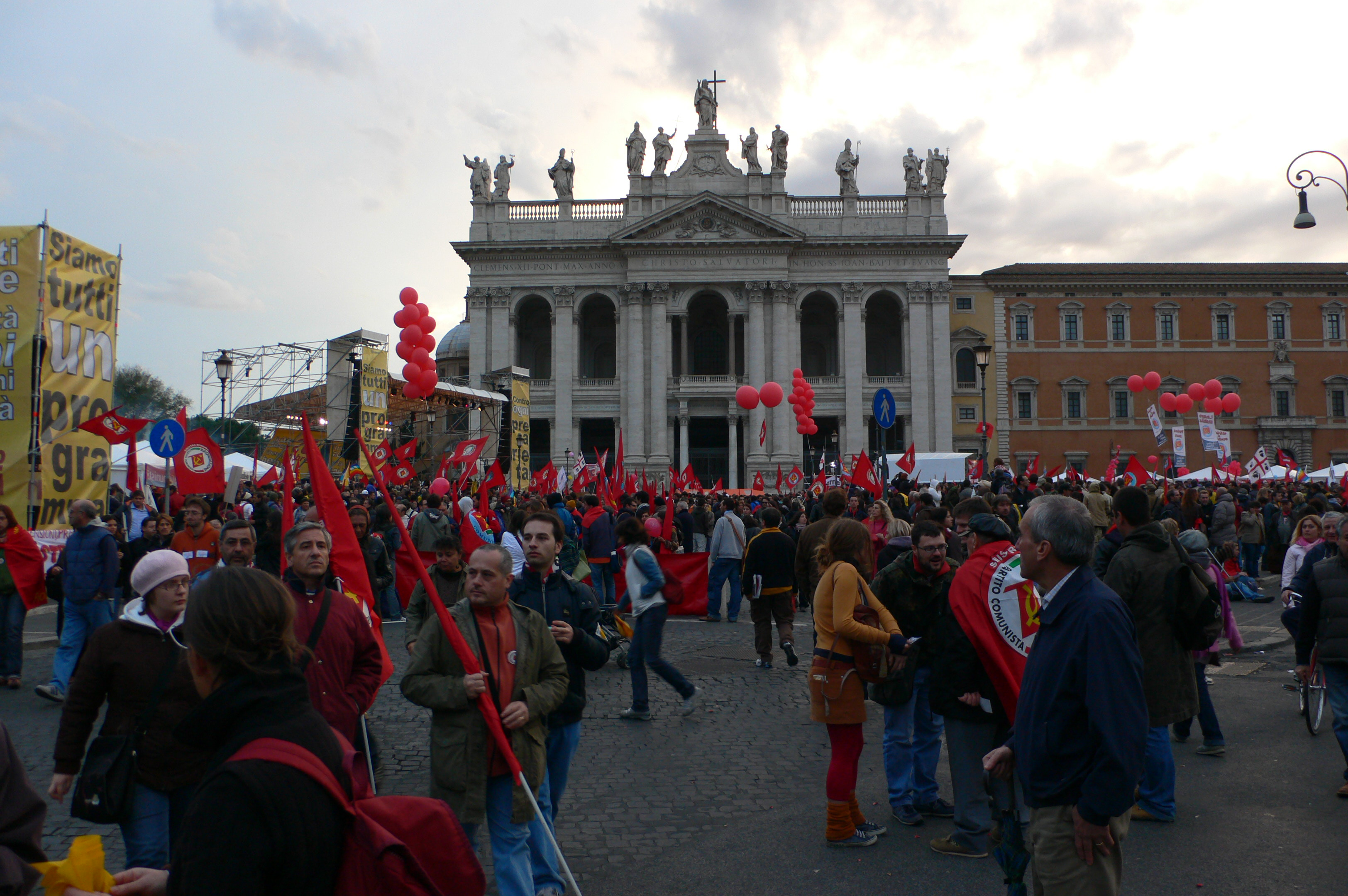
Großkundgebung der R.C. am 20. Oktober 2007 vor der Lateransbasilika in Rom (1 Million Teilnehmer)

Seit Anfang 2005 war der PRC ein neues Wahlbündnis mit der Mitte-links-Koalition des Olivenbaums unter dem Namen L’Unione eingegangen, die als solche zum ersten Mal bei den Regionalwahlen vom 3. und 4. April 2005 antrat und dem Mitte-rechts-Bündnis um Ministerpräsident Silvio Berlusconi eine beachtliche Wahlschlappe bescherte. In der süditalienischen Region Apulien gewann dabei erstmals ein von der PRC gestellter Kandidat für den Posten des Regionalpräsidenten.
Nach den Parlamentswahlen 2006 zog erstmals in der italienischen Geschichte ein Transgender in das römische Parlament ein: Vladimir Luxuria, die als Spitzenkandidatin für die PRC angetreten war.
Seit der Fusion der ehemaligen Democratici di Sinistra (Linksdemokraten) mit Democrazia è Libertà – La Margherita (den Christdemokraten des Mitte-links-Bündnisses L’Unione) sowie einigen Kleinparteien der politischen Mitte zum Partito Democratico (PD) im Oktober 2007 ergab sich für den PRC und andere Gruppierungen am linken Rand des italienischen Parteienspektrums die Notwendigkeit einer Neuorganisation. So wurden auf einem ersten nationalen Kongress in Rom am 8. und 9. Dezember 2007 erste Übereinkünfte zwischen vier Parteien (PRC, SD, PdCI und Verdi) getroffen und ein Plan zur weiteren Zusammenarbeit unter dem Bündnisnamen La Sinistra l’Arcobaleno (deutsch: Die Linke – Der Regenbogen) erstellt.

### Parlamentswahlen 2008
Mit dem Rücktritt von Romano Prodi als Ministerpräsident und der Auflösung des Parlaments am 6. Februar 2008 löste sich L’Unione faktisch auf. Bei den vorgezogenen Parlamentswahlen am 13. und 14. April 2008 kandidierte Romano Prodi nicht mehr und die Mitte-links-Parteien traten nicht mehr gemeinsam an. Die neue Partito Democratico trat unter dem Spitzenkandidaten Walter Veltroni ohne Bündnispartner an. Die PRC trat mit einer Bündnisliste unter dem Namen La Sinistra – L’Arcobaleno an. Zu dieser gehörten außer dem PRC noch der PdCI, die Federazione dei Verdi (Grüne) und die Sinistra Democratica (SD).
Mit nur 3,1 % bei den Abgeordnetenhauswahlen und 3,2 % bei den Senatswahlen verzeichnete das Bündnis am 14. April 2008 erdrutschartige Verluste und verfehlte wegen der Sperrklauseln von 4 % und 8 % den Einzug in beide Kammern. Daraufhin kündigte Fausto Bertinotti, der als Spitzenkandidat des Bündnisses angetreten war, seinen vollständigen Rückzug aus der Politik an.
Bei den Wahlen von 2013 und 2018 verstärkte sich dieser Abwärtstrend (siehe unten).

## Organisation

### Parteiführung
| Amtszeit                             | Bezeichnung         | Name              |
| ------------------------------------ | ------------------- | ----------------- |
| 10. Februar 1991 – 27. Juni 1993     | Nationaler Sekretär | Sergio Garavini   |
| 12. Dezember 1991 – 11. Oktober 1998 | Präsident           | Armando Cossutta  |
| 22. Januar 1994 – 6. Mai 2006        | Nationaler Sekretär | Fausto Bertinotti |
| 7. Mai 2006 – 20. April 2008         | Nationaler Sekretär | Franco Giordano   |
| 27. Juli 2008 – 2. April 2017        | Nationaler Sekretär | Paolo Ferrero     |
| seit 2. April 2017                   | Nationaler Sekretär | Maurizio Acerbo   |

### Parteitage
| Bezeichnung    | Datum                   |
| -------------- | ----------------------- |
| I. Parteitag   | 12. – 14. Dezember 1991 |
| II. Parteitag  | 21. – 24. Januar 1994   |
| III. Parteitag | 12. – 15. Dezember 1996 |
| IV. Parteitag  | 18. – 21. März 1999     |
| V. Parteitag   | 4. – 7. April 2002      |
| VI. Parteitag  | 3. – 6. März 2005       |

| Datum           | Bezeichnung            |
| --------------- | ---------------------- |
| VII. Parteitag  | 24. – 27. Juli 2008    |
| VIII. Parteitag | 2. – 4. Dezember 2011  |
| IX. Parteitag   | 6. – 8. Dezember 2013  |
| X. Parteitag    | 31. – 2. April 2017    |
| XI. Parteitag   | 22. – 24. Oktober 2021 |

### Mitgliedschaft
| Jahr | Anzahl  |
| ---- | ------- |
| 1991 | 112.835 |
| 1993 | 120.911 |
| 1995 | 115.984 |
| 1997 | 130.509 |
| 1999 | 096.195 |

| Jahr | Anzahl |
| ---- | ------ |
| 2001 | 91.933 |
| 2003 | 85.770 |
| 2005 | 92.752 |
| 2007 | 87.826 |
| 2009 | 47.061 |

| Jahr | Anzahl |
| ---- | ------ |
| 2011 | 37.241 |
| 2013 | 23.529 |
| 2015 | 16.282 |
| 2019 | 09.738 |
| 2021 | 10.305 |

## Wahlergebnisse
| Wahl | Stimmen                | %              | Abgeordnete                    |
| ---- | ---------------------- | -------------- | ------------------------------ |
| 1992 | 2.204.641              | 5,62 %         | 35 / 630                       |
| 1994 | 13.298.244 1 2.343.946 | 34,34 % 6,05 % | 213 / 630 39 Vertreter des PRC |
| 1996 | 3.215.960              | 8,57 %         | 35 / 630                       |
| 2001 | 1.868.659              | 5,03 %         | 11 / 630                       |
| 2006 | 2.229.604              | 5,84 %         | 41 / 630                       |
| 2008 | 1.124.298 2            | 3,12 %         | 0 / 630                        |
| 2013 | 765.189 3              | 2,25 %         | 0 / 630                        |
| 2018 | 372.179 4              | 1,13 %         | 0 / 630                        |
| 2022 | 402.987 5              | 1,43 %         | 0 / 315                        |

| Wahl | Stimmen      | %       | Abgeordnete                    |
| ---- | ------------ | ------- | ------------------------------ |
| 1992 | 2.163.317    | 6,52 %  | 20 / 315                       |
| 1994 | 10.881.320 1 | 32,90 % | 122 / 630 18 Vertreter des PRC |
| 1996 | 934.974      | 2,87 %  | 11 / 315                       |
| 2001 | 1.708.707    | 5,04    | 4 / 315                        |
| 2006 | 2.518.624    | 7,37 %  | 27 / 315                       |
| 2008 | 1.053.258 2  | 3,21 %  | 0 / 315                        |
| 2013 | 549.995 3    | 1,79 %  | 0 / 315                        |
| 2018 | 320.855 4    | 1,06 %  | 0 / 315                        |
| 2022 | 374.051 5    | 1,36 %  | 0 / 315                        |

| Wahl | Stimmen     | %      | Abgeordnete                      |
| ---- | ----------- | ------ | -------------------------------- |
| 1994 | 2.004.716   | 6,08 % | 5 / 87 / 567                     |
| 1999 | 1.327.327   | 4,27 % | 4 / 87 / 626                     |
| 2004 | 1.969.776   | 6,06   | 5 / 78 / 732                     |
| 2009 | 1.037.862 6 | 3,39 % | 0 / 72 / 736                     |
| 2014 | 1.108.457 7 | 4,04 % | 4 / 73 / 751 1 Vertreter des PRC |
| 2019 | 465.092 8   | 1,74 % | 0 / 76 / 705                     |
| 2024 | 517.833 9   | 2,21 % | 0 / 76 / 720                     |